# Средний размер зерна
Средний размер зерна (частицы) (англ. mean grain (particle) size) — характеристика компактных наноматериалов и нанопорошков, определяющая специфику их свойств и область применения.

## Описание
Средний размер зёрен или частиц в наноматериалах и нанопорошках чаще всего определяется с применением метода электронной микроскопии и рентгеновской дифракции. При этом электронная микроскопия является единственной методикой, позволяющей измерять размер частиц или зёрен напрямую. Все остальные методы: рентгеновская дифракция, седиментация, фотонная корреляционная спектроскопия, ультрацентрифугирование, газовая адсорбция, газовая фильтрация и т. д. — являются косвенными. Все методики имеют ограничения по применимости и ни одну из них нельзя назвать универсальной. Так, электронная микроскопия является локальным методом и даёт сведения о размере частиц или зёрен только непосредственно в поле наблюдения, поэтому изучаемый участок вещества или материала должен быть репрезентативным и характерным для всего вещества. На практике диапазон измеряемых размеров составляет от одного нанометра до десятков микрон.
Среди косвенных методов наиболее информативным является изучение дифракции рентгеновских фотонов, позволяющее определить усреднённый по объему вещества размер зёрен — областей когерентного рассеяния. Средний размер, вычисляемый по уширению дифракционных пиков, лежит для данной методики в пределах 3–150 нм. Применение метода осложняется тем, что уширение дифракционных пиков может быть обусловлено не только малыми частицами (размером менее 150 нм) или зёрнами, но и деформационными искажениями кристаллической решётки и неоднородностью состава вещества по его объёму. Поэтому при интерпретации данных рентгеновской дифракции необходимо разделять вклады размерного, деформационного и негомогенного уширения в экспериментально наблюдаемую величину, и использовать для оценки среднего размера зёрен только размерное уширение. Размер частиц, определенный дифракционным методом, обычно примерно на 15–20% меньше, чем размер, определенный с помощью электронной микроскопии.
Седиментация, фотонная корреляционная спектроскопия, ультрацентрифугирование, газовая адсорбция и газовая фильтрация применимы только к порошкам, и их результаты сильно зависят от степени агломерации наночастиц. Фотонная корреляционная спектроскопия позволяет определять размер частиц в диапазоне от 3 нм до 3 мкм. Методом седиментации можно исследовать частицы размером более 50 нм. В методиках газовой адсорбции и газовой фильтрации средний размер частиц оценивается по удельной поверхности порошка. Газовая адсорбция и газовая фильтрация применимы для измерения удельной поверхности порошков со средним размером частиц более 15 нм и более 100 нм, соответственно.